# Artibeus planirostris
Artibeus planirostris — вид родини листконосові (Phyllostomidae), ссавець ряду лиликоподібні (Vespertilioniformes, seu Chiroptera). 
Planirostris походить з латини й означає «плоский писок».

## Морфологічні особливості
Це кажани середнього розміру загальною довжиною від 8 до 11 см і вагою від 40 до 69 грам.
Хутро коричнево-сіре на більшій частині тіла, стає сірим на низу, хоча є слабкі білуваті смуги на обличчі. Характерний широкий череп з короткою мордою. Вуха трикутні, із закругленими кінчиками. Хвіст відсутній.
Каріотип 2n = 30 (самиці) 31 (самці), FN=56.

## Середовище проживання
Країни проживання: Аргентина, Болівія, Бразилія, Колумбія, Еквадор, Французька Гвіана, Гаяна, Парагвай, Перу, Суринам, Венесуела. Мешкає в лісових середовищах проживання від рівня моря до 2000 метрів. 

## Життя
Плодоїдна тварина. Веде нічний спосіб життя. Проводить день на деревах. Вони очевидно, здатні схрещуватися протягом усього року, хоча, принаймні в деяких областях, пологи є більш поширеними під час сезону дощів. Вагітність триває не менше трьох з половиною місяців і призводить до народження єдиного маля.